# St. Kilian (Nierstein)

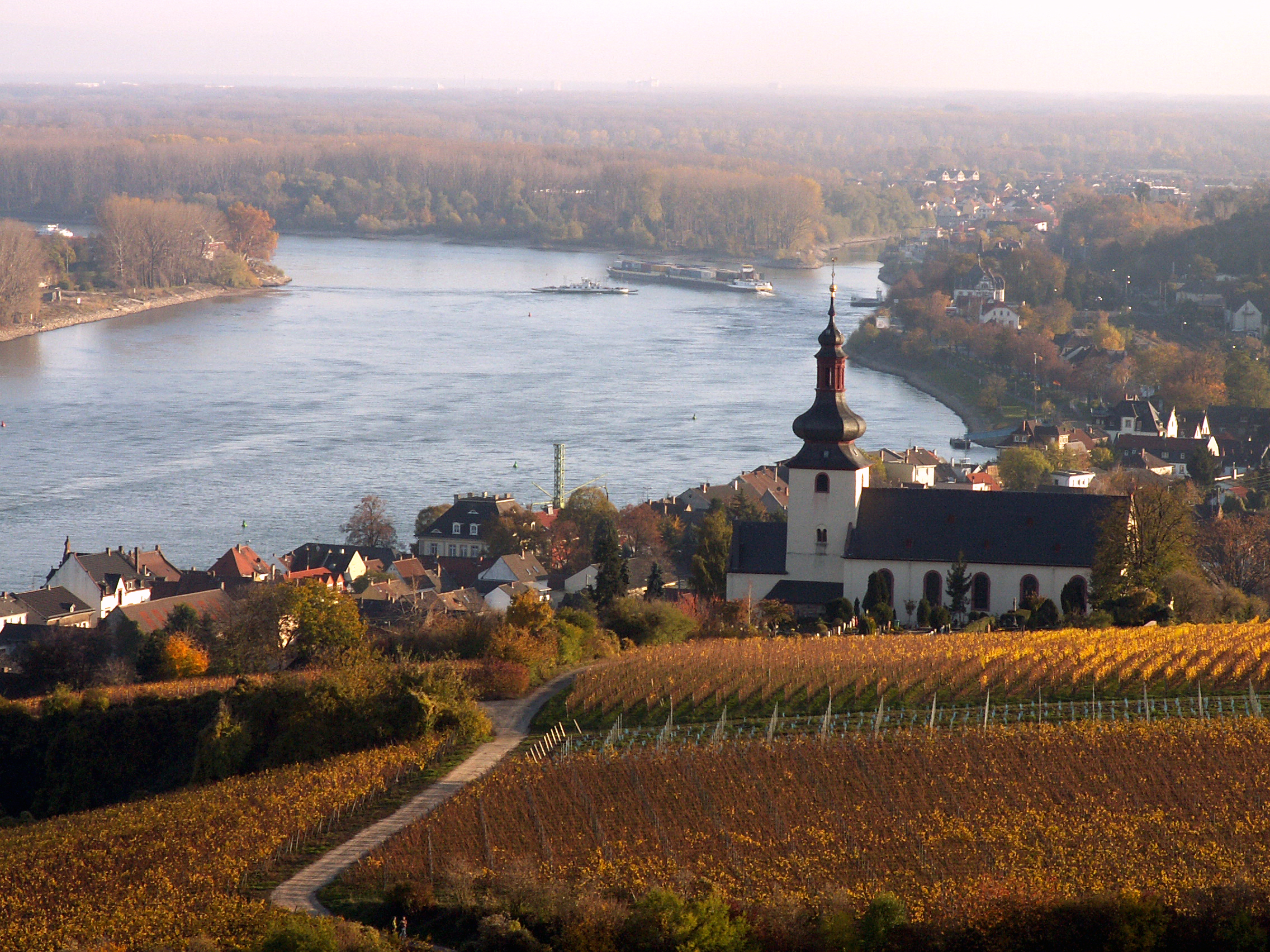
Blick auf die St.-Kilian-Kirche und den Rhein

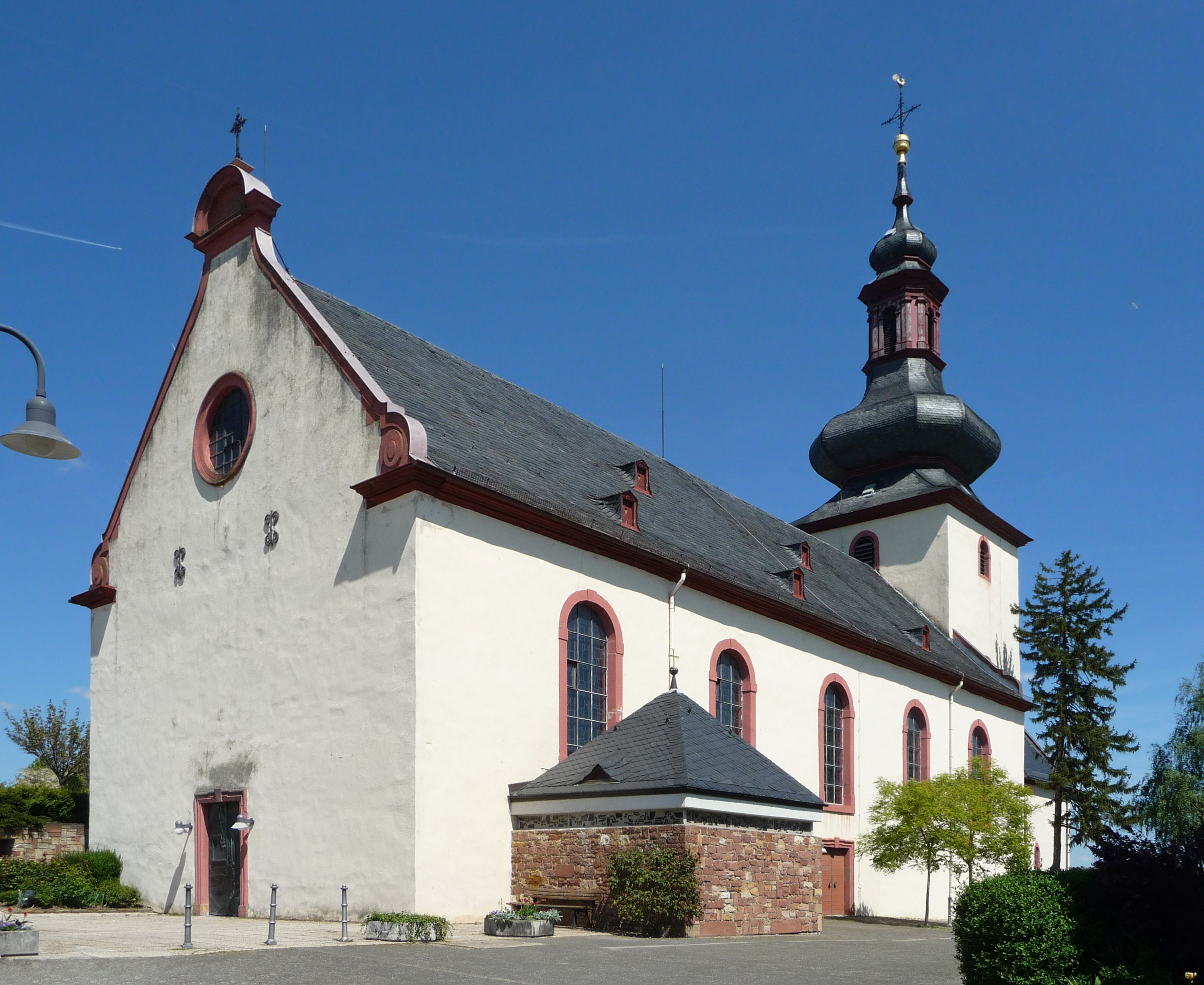
St.-Kilian-Kirche

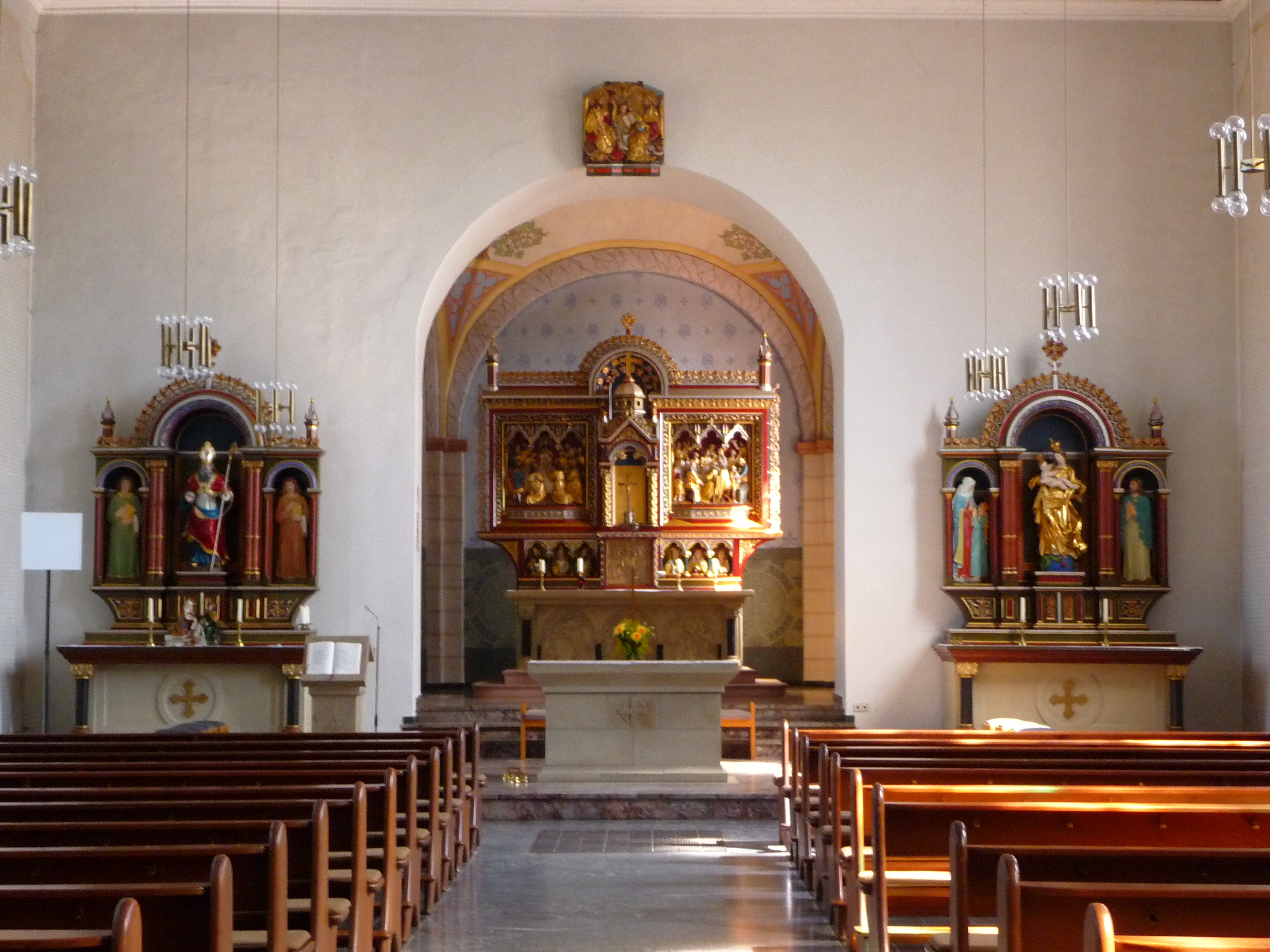
Blick zum Altarraum

St. Kilian ist eine römisch-katholische Kirche in Nierstein, einer Stadt im Landkreis Mainz-Bingen in Rheinland-Pfalz. Das nach dem Heiligen Kilian benannte und auch als Bergkirche bezeichnete Gotteshaus ist Pfarrkirche der Großpfarrei Auferstehung Christi Rhein-Selz in der Region Rheinhessen des Bistums Mainz.

## Geschichte
Auf dem Kiliansberg, wo sich bereits eine vorchristliche Kultstätte befand, standen mehrere Vorgängerkirchen. Die heutige Kirche wurde am 26. Mai 1776, dem Pfingstsonntag, geweiht. Ihre Vorgängerkirche war am 23. Mai 1767 durch einen Brand, der durch einen Blitz ausgelöst wurde, zerstört worden.
1902 wurden die Sakristei angebaut sowie der Hochaltar und die beiden Seitenaltäre errichtet, 1963 folgte der Anbau der Taufkapelle. Nach der Liturgiereform des Zweiten Vatikanischen Konzils wurde 1979 im Zuge einer Renovierung der Kirche der Volksaltar errichtet.

## Lage, Architektur und Ausstattung
Die auf dem Grundstück An der Bergkirche 32 befindliche Kirche erhebt sich oberhalb des Rheins und der Bundesstraße 9. Daneben befindet sich der Katholische Friedhof Nierstein mit mehreren denkmalgeschützten Grabstätten.
Die einschiffige Kirche besitzt einen Chorturm, dessen Untergeschosse angeblich auf die Karolingerzeit zurückgehen. Der Zwiebelturm mit der Laterne wurde 1776 errichtet. Das Langhaus der Kirche wurde im Baustil des Barock errichtet, sein Innenraum wird von einer Flachdecke überspannt.
Der neugotische Hochaltar, der auch den Tabernakel enthält, ist ein Werk des Bildhauers Georg Busch. Auf ihm sind links das Abendmahl Jesu und rechts die Hochzeit zu Kana dargestellt. Neben dem Tabernakel sind die Kirchenväter Augustinus, Gregor, Johannes Chrysostomos, Kyrill, Hieronymus und Ambrosius zu sehen.
Die beiden Seitenaltäre sind den heiligen Kilian, dem Schutzpatron der Kirche, und Maria, der Mutter Jesu, gewidmet. Neben dem heiligen Kilian sind seine beiden Wegbegleiter, Kolonat und Totnan, dargestellt. Maria ist zwischen ihren Eltern, Anna und Joachim, zu sehen. Diese vier Nebenfiguren wurden erst 1980 an ihrem Platz aufgestellt.
Die Kirchenfenster schuf Alois Plum im Jahre 1961, die 14 Kreuzwegstationen hängen bereits seit 1904 an den Seitenwänden des Kirchenschiffes. Adolph Kolping wird durch einen von Karlheinz Oswald geschaffenen Portraitkopf dargestellt, der 2006 anlässlich des 40-jährigen Jubiläums der Kolpingsfamilie aufgestellt wurde.
Aus dem Jahr 1894 stammt die mit 17 Registern auf zwei Manualwerken und Pedal ausgestattete Orgel der Orgelbauwerkstatt Balthasar Schlimbach in Würzburg. Der neobarock ausgeführte Prospekt wurde 1934 errichtet.
Die Marienkapelle, die ursprünglich als Taufkapelle erbaut worden war, wird durch ein umlaufendes Fensterband erhellt. Vor einer Marienstatue können Opferkerzen aufgestellt werden.